# Fontalba

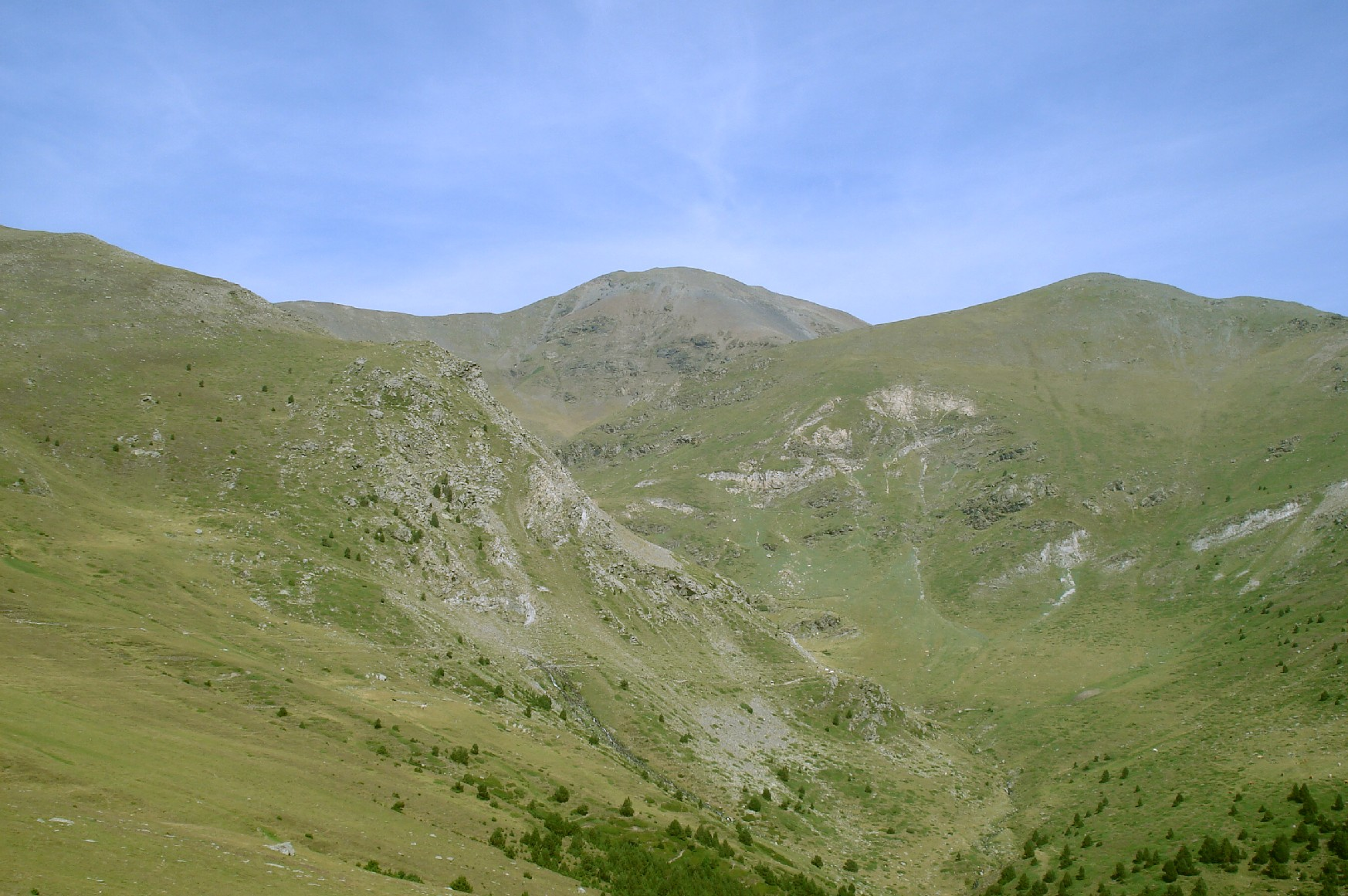
Vista del Puigmal desde Fontalba.

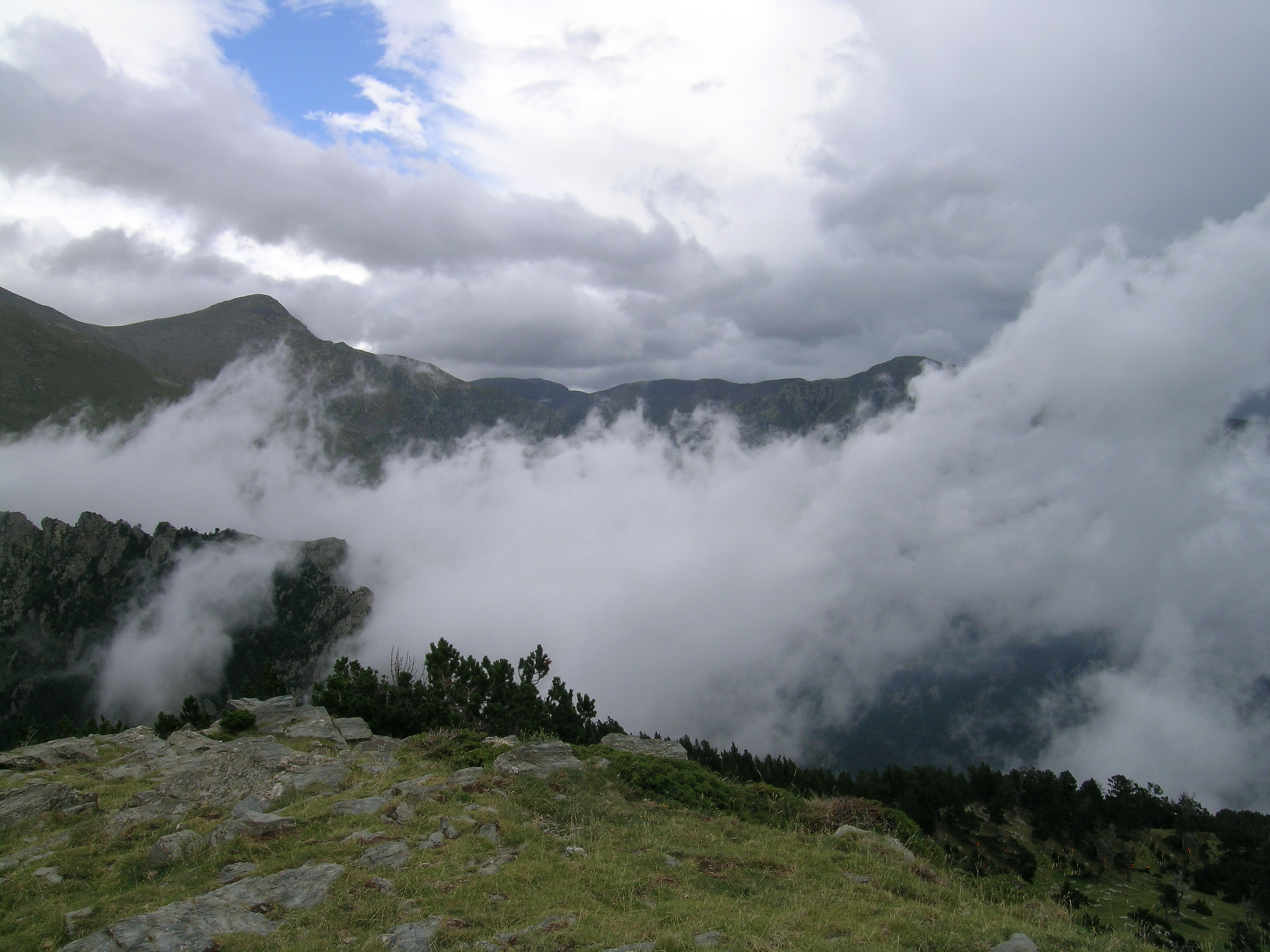
Vistas desde Fontalba

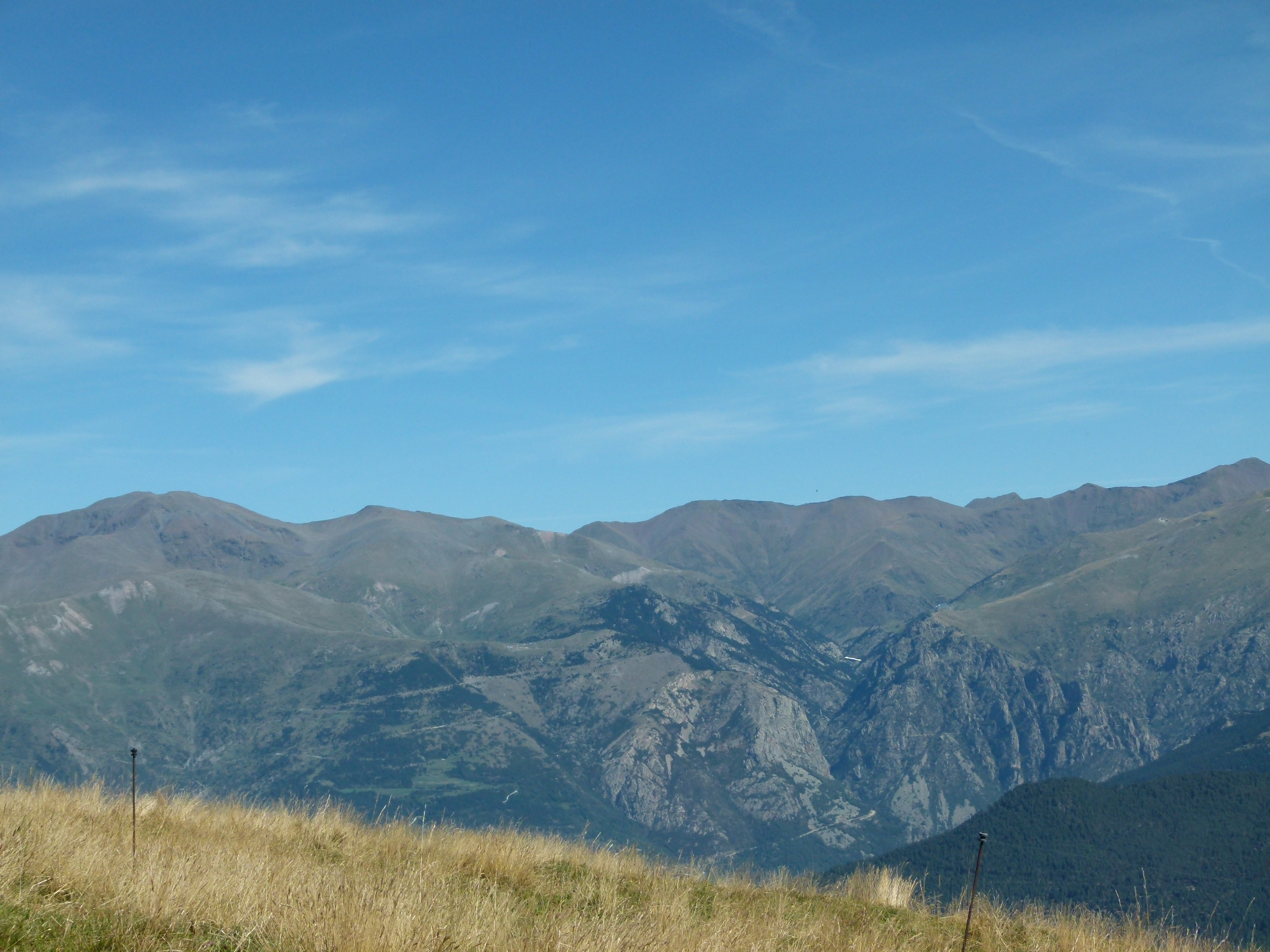
De izquierda a derecha: Puigmal, Fontalba, Gargantas de Nuria y Rocas de Totlomón

Fontalba es un paraje de los Pirineos situado en el término municipal de Queralbs, en la comarca del Ripollés y a unos 2000 m de altitud. Se puede llegar a él gracias a una pista forestal de unos 11 km abierta en la década de 1970 con la finalidad de poder bajar y subir al ganado, aunque también era un proyecto de carretera para llegar al Valle de Nuria y al santuario de la Virgen de Nuria, que finalmente no se acabó de hacer. Al final de la pista empieza una ruta clásica para la ascensión del Puigmal y un camino de acceso a pie a Nuria sin mucho desnivel que lleva en una hora aproximadamente.